# LGI Mle F1

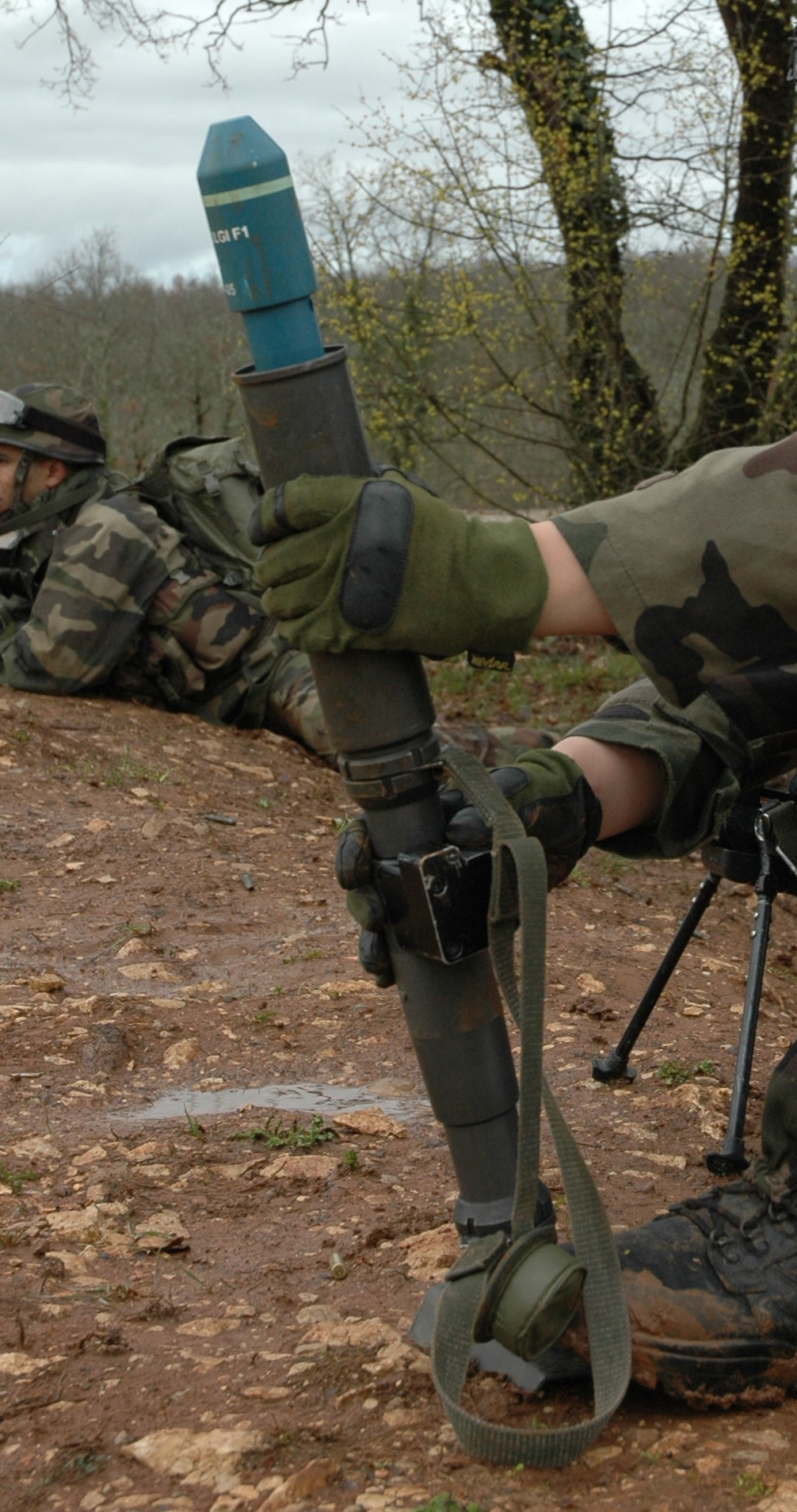

LGI Mle F1は、フランス軍が使用している軽迫撃砲である。

## 概要

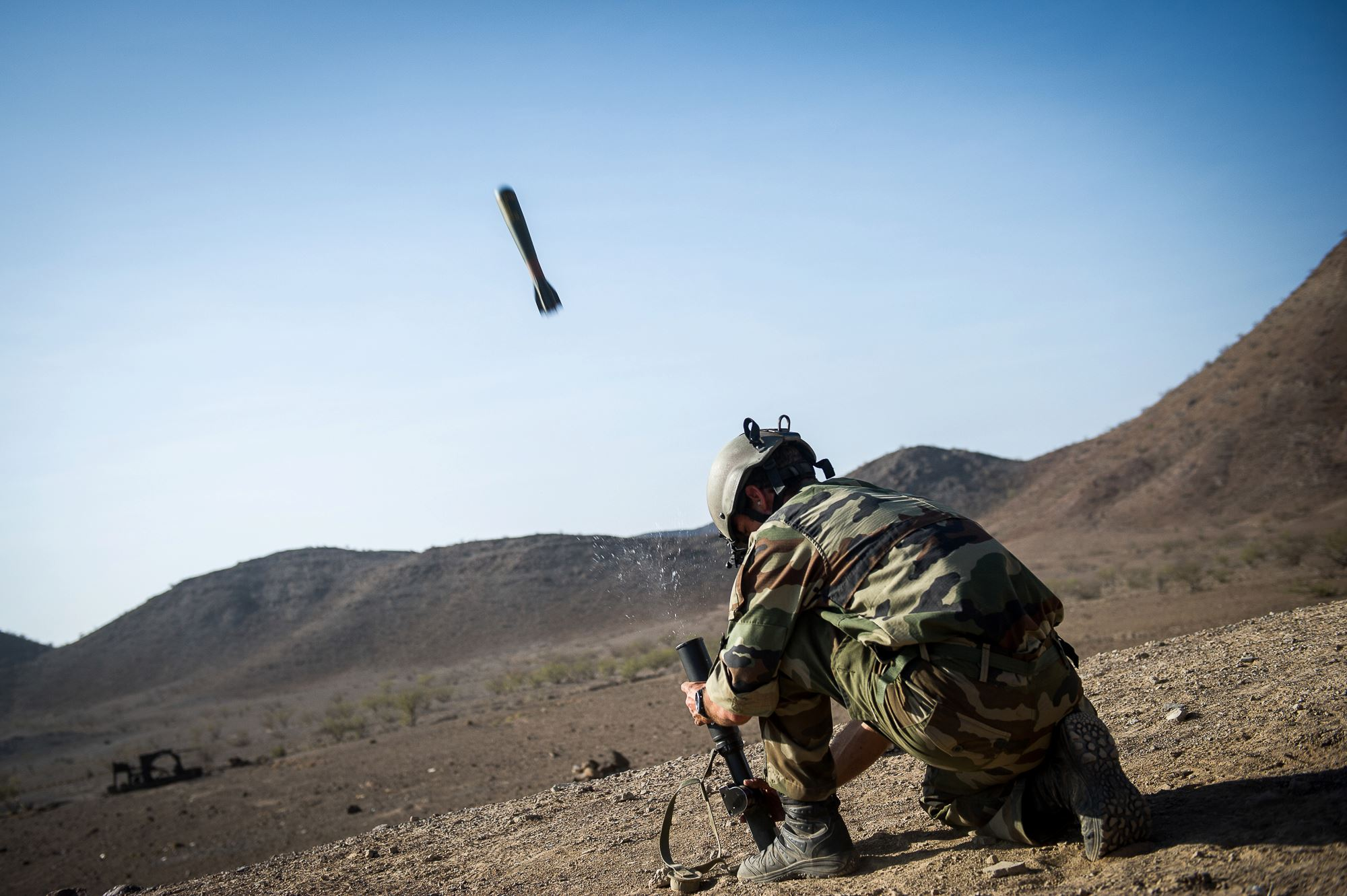
LGIを発射する第13竜騎兵落下傘連隊の隊員（2012年、ジブチ）

LGIとはLance Grenade Individuelの略で、日本語に訳すなら個人用擲弾発射器となる。
支持架の無い構造で、兵士が手で保持して仰角を調節する。兵士1名で運用できる。
発射音が距離100メートルで52デシベルと小さく、熱と煙も小さいため発射地点を探知しにくいという長所を持つ。

## スペック
- 口径：51mm
- 重量：4.8kg
- 全長：605mm
- 最大射程：675m（45度）
- 殺傷有効半径：20m
- 命中精度：距離200mで10m以内に着弾する。
- 弾種
  - 炸裂弾：51mm（GRExPL AP LGI F1）
  - 発煙弾：51mm（GR 51 FUM PH LGI F1）
  - 照明弾：47mm（GR 47 ECL LGI F1）